# Laverda 750 SFC
 (novembre 2012).
Si vous disposez d'ouvrages ou d'articles de référence ou si vous connaissez des sites web de qualité traitant du thème abordé ici, merci de compléter l'article en donnant les références utiles à sa vérifiabilité et en les liant à la section « Notes et références ».
La 750 SFC est un modèle de motocyclette, produit par la marque italienne Laverda à Breganze dans le nord de l'Italie, près de Venise.
Dérivée de la 750 SF (Super Freni), la 750 SFC (Super Freni Competizione) est un modèle compétition-client  disponible uniquement pour pilotes privés à partir de 1971. Les premières séries sont entièrement fabriquées à la main par le service compétition, sans aucune contrainte financière (série 5000 - 8000 - 11000 : 155 exemplaires). Ces machines sont dotées de gros freins à tambour double came de 230 mm, avant et arrière.
Dès 1970, cette moto  gagne toutes les courses d'endurance en Europe, sauf le Bol d'or où elle termine néanmoins troisième en 1970 et deuxième en 1971. Les succès en course ont considérablement amélioré les ventes du modèle de série, tout en restant à un niveau de production très limité (moins de 19000 exemplaires pour la SF de série, et seulement 549 pour les SFC)
Le moteur est celui de la SF, retravaillé. Les soupapes sont plus grosses, certaines pièces sont polies et allégées. Plus de 500 pièces seraient différentes. La partie cycle, dérivée de la série, se compose d'un cadre tubulaire renforcé, abaissé, sous lequel est suspendu le moteur. Fourche et amortisseurs Ceriani assurent un travail efficace. Le freinage est assuré par les tambours double came fabriqués par Laverda. Ils seront remplacés par des Ceriani quatre cames à l'avant, sur certaines machines de course. 
En 1974, une nouvelle SFC (séries 16000 - 17000 - 18000) grand public sera proposée au catalogue. Elle dispose d'un nouveau système de freinage assuré par des disques Brembo de 280 mm de diamètre, pincés par des étriers simple piston, à l'avant et à l'arrière. La fourche avant reste de marque Ceriani, mais le diamètre passe de 35 à 38 mm. Le réservoir et d'autres détails de carrosserie sont également modifiés.
La dernière évolution de la SFC, appelée Elettronica, sort en 1975 avec 163 exemplaires construits. Le moteur est profondément modifié au niveau de la culasse, des pistons, du vilebrequin, et de la boîte de vitesses.  Un allumage électronique complète ces modifications. La puissance atteint 72 ch. Des jantes à bâtons Laverda sont également proposées pour remplacer les Borani à rayons.
On note l'absence de compteur de vitesse. Seul un compte-tours équipe le tableau de bord. Le rétroviseur n'est là que pour l'homologation. Pour le marché américain qui a reçu environ la moitié des SFC produites, les compteurs et compte-tours des SF seront conservés, comme les clignotants, ils sont facilement démontables pour passer de la route au circuit.